# Revolta de Carrancas
A Revolta de Carrancas ou Levante de Bella Cruz foi uma rebelião de escravos que eclodiu em 13 de maio de 1833,  nas propriedades da família Junqueira, ao sul da província de Minas Gerais. A revolta teve início na fazenda Campo Alegre, propriedade de Gabriel Francisco Junqueira, tendo continuidade na fazenda Bella Cruz.

## Contexto
Alguns estudos sobre  a demografia do tráfico internacional de africanos escravizados demonstram um aumento significativo na entrada de africanos na primeira metade no século XIX, principalmente no Brasil, Caribe e Cuba. Se analisarmos os dados disponíveis para o Brasil, notamos que só o Rio de Janeiro foi responsável pela importação de mais de um milhão de escravos nessa época. Em segundo lugar está Bahia, com quase 400 mil, seguida por Pernambuco, com quase 200 mil.
A província de Minas Gerais, muito dependente da exploração da mão de obra escravizada introduzida no país por meio do tráfico internacional, entre 1825 e 1833, absorveu 48% da população africana que aportava no Brasil.
A circunstância da primeira metade do século XIX foi marcada por um aumento da população escravizada, mais precisamente, no centro-sul do Império. Além disso, essa época também foi caracterizada pelos planos de insurreição que acabaram sendo concretizados pelos escravizados de diferentes localidades, principalmente Bahia, Minas Gerais e Rio de Janeiro. Nesse período ocorreram diversas rebeliões de escravos que aterrorizaram o governo das Regências. Alguns exemplos dessas revoltas são Revolta de Carrancas (MG), Revolta dos Malês (Salvador - BA) e a Revolta de Manuel Congo (Vassouras - RJ), tendo esses eventos sofrido dura repressão.
A província de Minas Gerais, no período regencial, foi marcada por conflitos entre liberais e restauradores. O movimento mais conhecido foi a Sedição Militar de 1833, também conhecida como a Revolta do Ano da Fumaça. Foi nessa situação de oposição e disputas que ocorreu a Revolta de Carrancas.

### Antecedentes
A Freguesia de Carrancas possuía uma enorme população escravizada de origem africana. Em algumas regiões, como a capela do Favacho, o percentual de africanos equivalia a mais de 60% da população escrava. Esse número se explica por ser uma área voltada para o abastecimento e que possuía propriedades próximas aos caminhos que ligavam Minas Gerais ao Rio de Janeiro, imensamente dependente do tráfico internacional de escravizados.
A região de Carrancas se destacou por ter uma grande concentração de trabalho escravo. Dos 4 053 habitantes da freguesia, 62,5% (2 494) da população eram pessoas escravizadas e 38,5% (1 559) eram pessoas livres. Além disso, a região contava com várias propriedades ligadas ao abastecimento interno de gêneros alimentícios.
A grande entrada de africanos novos somado ao aumento da população escrava colaborou para intensificar, entre as autoridades e elites escravocratas, a preocupação relacionada ao surgimento de revoltas de escravizados. Nos discursos das autoridades era muito comum aparecer alusões aos riscos trazidos pelo aumento da população escrava e ao fantasma do "haitinismo". A memória da rebelião dos negros durante a Revolução Haitiana era um pesadelo para as elites senhoriais.
Grande parte dos escravizados pertencentes à Família Junqueira viviam em grandes escravarias, formadas majoritariamente por africanos, sendo a grande maioria provenientes da África centro-ocidental, com alguns poucos da oriental . A diversidade étnica não impediu que os escravizados se tornassem "parceiros".
As Fazendas de Campo Alegre e Bela Cruz, palcos da revolta, faziam parte de uma grande área de terra, oferecida pela Coroa a João Francisco, português de São Simão da Junqueira. Ele chegou em Rio das Mortes em 1750 e deixou um grande número de descendentes, dando início a uma grande família do sudeste mineiro possuidora de grandes propriedades.
A influência das propriedades da família Junqueira podia ser percebida pelo número de pessoas escravizadas que mantinham. Quase sempre, o número era maior que trinta escravos, o que era raro no cenário da época. E em algumas propriedades o número podia chegar a cem escravos.
Em julho de 1831, os escravizados de Carrancas ensaiaram uma tentativa de revolta contra seus senhores, movidos pelos rumores de que o ex-imperador os queria livres. O vigário da freguesia, Joaquim José Lobo, foi acusado de persuadir os escravizados com tais promessas. Os boatos de uma possível rebelião se espalharam rapidamente e a população ficou assustada, fazendo com que a revolta não fosse às vias de fato. O vigário foi preso e enviado à Vila de São João del-Rei.

### Fazenda Campo Alegre
A Fazenda Campo Alegre pertencia ao deputado Gabriel Francisco Junqueira e em 1839 possuía 103 escravizados para cuidar do gado e do plantio. Em 1868, ano da morte do deputado, a escravidão ainda era considerável, 92 pessoas escravizadas.

### Fazenda Bela Cruz
A Fazenda Bela Cruz compreendia uma ampla região. A propriedade era cercada e dividida por muros de pedras. Entre os cômodos da fazenda incluía uma morada de casas de vivenda, senzalas cobertas de telhas, chiqueiro, currais e quintal com árvores de espinho, entre outros.

## O levante

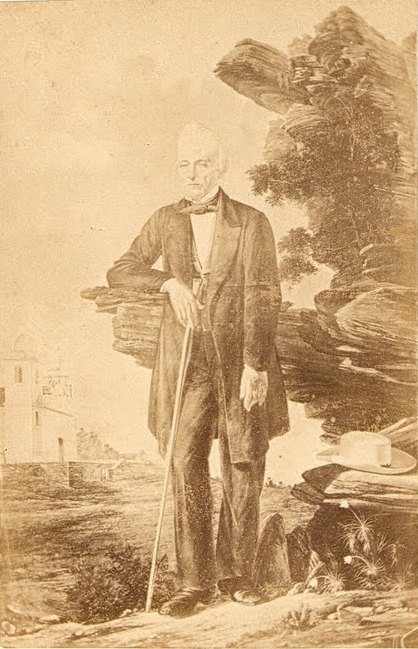
Gabriel Francisco Junqueira

A Revolta de Carrancas teve início no dia 13 de maio de 1833 nas propriedades da família Junqueira, localizadas ao Sul de Minas Gerais. A revolta começou na Fazenda Campo Alegre, de Gabriel Francisco Junqueira, que era um dos principais políticos da Facção Liberal Moderada e eleito deputado em 1831. A Fazenda anteriormente pertencera a João Francisco Junqueira (o patriarca da família), e depois foi deixada de herança para seu filho, Gabriel Francisco Junqueira.
Na parte da manhã, as pessoas escravizadas já haviam tirado o leite e alimentado os animais, como bois vacas e cavalos. E a partir do meio-dia estavam trabalhando na roça, cuidando das plantações de milho, feijão, arroz, etc. Aquela tarde de 1833 seria fatídica e histórica.
Na manhã daquele dia, tudo parecia estar normal na fazenda da Família Junqueira. O local estava sob os cuidados do filho do deputado, Gabriel Francisco de Andrade Junqueira, que na ausência do pai tomava conta dos negócios da fazenda. Ao meio-dia, como de costume, ele foi até a roça para supervisionar o trabalho dos cativos. Pediu para uma das pessoas escravizadas arriar o seu cavalo e saiu em direção à roça. Ao chegar lá não notou nada de estranho, porém a normalidade era apenas ilusória.
Ainda montado em seu cavalo, ele foi surpreendido por um grupo de revoltosos, liderados por Ventura Mina, que mataram-no com várias porretadas na cabeça. Gabriel nesse momento era juiz de paz do distrito de São Tomé das Letras. O grupo de revoltosos não atacou a sede da fazenda Campo Alegre porque o terreiro da casa-grande estava fortalecido por capitães do mato. Este grupo, então, se dirigiu à Fazenda Bela Cruz, onde contaram com a adesão de pessoas escravizadas naquela propriedade ao grupo originário. O grupo de revoltosos assassinaram integrantes da família de José Francisco Junqueira, irmão do deputado, incluindo três crianças.
Parte do grupo permaneceu na fazenda para preparar uma emboscada para Manuel José da Costa, genro de José Francisco Junqueira. Manuel estava na fazenda Campo Alegre, mas o assassinato ocorreu assim que ele adentrou a fazenda Bela Cruz. O restante do grupo de revoltosos se dirigiu à Fazenda Bom Jardim, onde encontraram resistência vinda do proprietário e de seus escravizados de confiança. Algumas das pessoas revoltadas morreram nesse confronto como Ventura Mina, João Inácio Firmino, Matias e Antônio Cigano.
Como o  proprietário da Fazenda Bom Jardim, João Cândido da Costa Junqueira, já havia sido avisado sobre o que ocorrera nas Fazendas de Campo Alegre e Bela Cruz, ele prendeu rapidamente a maioria dos seus escravos na senzala, visando evitar a adesão destes ao grupo de revoltosos. Além disso, reuniu alguns de seus vassalos de confiança em uma sala para aguardar os revoltosos, que apareceram após algum tempo e foram afastados com 2 (dois) tiros, (Proc.f. 14, 119) um feriu um dos escravos e outro tiro matou Ventura. Não há mais informações sobre esse confronto nos autos.
O momento mais grave da revolta teve como palco a Fazenda Bela Cruz. Onde os revoltosos invadiram a propriedade e investiram diretamente contra José Francisco Junqueira e sua esposa Antônia Maria de Jesus, que se refugiaram em um quarto, mas não conseguiram escapar. O vassalo Antônio Retireiro pegou um machado na senzala e o entregou a Manoel das Vacas, que ficou tentando arrombar a porta enquanto Antônio voltou a senzala para buscar um revólver carregado. Após arrombarem a porta do cômodo, Antônio disparou no rosto de José Francisco Junqueira. Além disso, todos os outros presentes no quarto foram massacrados, como a mulher, filhas e netas de José.
No auto de corpo de delito diz que Antônia Maria de Jesus possuía ferimentos no rosto, couro cabeludo e grande derramamento de sangue. As feridas foram feitas com objetos cortantes e a vítima estava muita ensanguentada da cintura para baixo, causando grande aflição às testemunhas.
Ana Cândida Costa, viúva de José Francisco Junqueira, foi a próxima vítima. Ela foi assassinada a golpes de foice no quintal da fazenda pelos revoltados Sebastião, Pedro Congo, Manoel Joaquim e Bernardo. Ana foi encontrada em um estado deplorável, seu rosto estava desfigurado e sua cabeça não estava unida ao corpo. Além dela, mais duas crianças e um bebê de 2 meses também foram mortos com requintes de crueldade.
Uma das testemunhas interrogadas sobre o caso, Raimundo José Rodrigues, afirma que mesmo depois de mortos as vítimas foram castradas e tiveram as mãos machucadas com pedras. Raimundo era marceneiro e morador da Fazenda Traituba, propriedade próxima à Fazenda Bela Cruz.
Em praticamente todos os depoimentos contidos no “Processo dos Junqueiras”, tanto dos escravos que participaram da rebelião, como de testemunhas locais, Francisco Silvério Teixeira é citado como o mentor e incitador da insurreição. Era ele fazendeiro no Termo de Campanha. Contava na ocasião 73 anos, casado, pai de 14 filhos e transitava continuamente pela região. Interessante assinalar ser ele compadre de Gabriel Francisco Junqueira - no processo não aparece de que forma eram compadres - mas ele é assim tratado nos autos, e por Gabriel Francisco Junqueira quando a ele se refere. No Libelo Acusatório (Proc. f. 116) é mostrada como a condição de ser compadre de Gabriel Francisco dava-lhe oportunidade de livre acesso à Fazenda Campo Alegre e possibilidade de se encontrar com os escravos e tramar os detalhes da rebelião, principalmente com o líder deles, Ventura Mina.
Dos 31 escravizados denunciados como revoltosos nesse processo, nove (29%) eram crioulos, dezessete (54%) africanos da África Centro-Ocidental e dois provenientes da África Ocidental. Embora a Revolta de Carrancas tenha sido realizada com a participação majoritária de pessoas escravizadas de origem africana, a presença dos crioulos foi bastante significativa, dois deles foram processados como "cabeças" no crime de insurreição. A revolta uniu pessoas escravizadas de diferentes origens com uma mesma finalidade: a liberdade. Além de atingir a liberdade, os revoltosos também pretendiam matar todos os brancos existentes e tomar suas propriedades.
O presidente da província, Manoel Ignácio de Melo e Souza, dirigiu uma correspondência ao Ministro da Justiça, Honório Hermeto Carneiro, onde relatou que nos acontecimentos em Carrancas também haviam sido assassinadas duas pessoas pretas, supostamente pessoas escravizadas que se dedicavam aos afazeres domésticos com um convívio mais próximo com seus senhores.

## Desdobramentos
A Revolta de Carrancas trouxe à tona todo o aborrecimento dos negros, livres e escravos, e também mostrou a alta habilidade de organização e articulação deles.
O juiz de paz de Baependi, Antônio Gomes Nogueira Freire, tomou algumas medidas de prevenção, como por exemplo intensificar a vigilância em outras propriedades, principalmente naquelas onde havia um grande número de escravos.
Em 15 de maio de 1833, o juiz de paz de Pouso Alto avisou a Câmara Municipal de Resende sobre os acontecimentos de Carrancas, pois o grupo de revoltosos pretendia atacar outras fazendas.
Algumas regiões do vale do paraíba paulista, como Areias e Bananal, foram logo avisadas do que ocorrera em Carrancas. Como eram regiões com grande número de pessoas escravizadas, os vereadores foram intimados para uma sessão secreta no dia 21 de maio, onde ficou acordado uma série de medidas para evitar maiores repercussões da Revolta de Carrancas na região.
Os rebeldes de Carrancas foram severamente punidos. Dezesseis foram condenados à pena de morte por enforcamento e executados em praça pública com cortejo da Irmandade da Misericórdia, na Vila de São João del-Rei. Alguns foram condenados como cabeça da revolução, de acordo com o Artigo 113 do Código Criminal que determinava pena de morte para crimes assim. Outros foram punidos pelo crime de homicídio qualificado, segundo o Artigo 192 do mesmo código.
Essa foi uma das maiores penas coletivas à morte às quais foram condenadas pessoas escravizadas na história do Brasil. No caso da Revolta de Carrancas, apenas  Antônio Resende, um dos escravizados de Gabriel Francisco Junqueira, conseguiu fazer chegar uma petição ao Imperador e teve a vida salva, pois ele foi o executor de seus companheiros. Primeiro, ele foi preso na cadeia de Ouro Preto, de onde acabou fugindo em 1835. Em julho de 1848, estava preso na cadeia de São João del-Rei e solicitou a mudança para a Santa Casa de Misericórdia para tratar inflamações e dores no peito. Foi identificado na petição como "Antônio Resende, o carrasco".
Entre os cabeças da revolta, destacam-se Ventura Mina (Campo Alegre), Joaquim Mina (Bela Cruz) e Damião (Campo Belo). O último se enforcou quando soube que fora denunciado.
O medo causado pela Revolta de Carrancas foi erradicado com a condenação das pessoas à pena de morte.
A Revolta de Carrancas teve grande impacto nas instâncias de poder da corte. Quatro projetos foram enviados à Câmara dos Deputados em 10 de junho de 1833. Um se referia ao julgamentos dos crimes de cometidos por escravizados. Esse projeto antecipava o texto da lei de 10 de junho de 1835, que designou a pena de morte para pessoas escravizadas envolvidas no homicídio de seus senhores e parentes.